# Le Complot du renard
 (novembre 2020).
Si vous disposez d'ouvrages ou d'articles de référence ou si vous connaissez des sites web de qualité traitant du thème abordé ici, merci de compléter l'article en donnant les références utiles à sa vérifiabilité et en les liant à la section « Notes et références ».
Le Complot du renard (Night of the Fox) est un téléfilm britannique réalisé par Charles Jarrott (réalisateur) en 1989 (ITV studios).
Il est l'adaptation du roman éponyme de Jack Higgins, publié en 1986.

## Histoire
Au printemps 1944, au cours d'un exercice d'entrainement sur la Manche (mer), le colonel Kelso de l'armée des États-Unis, se retrouve grièvement blessé aux jambes, à la suite d'un accrochage avec des navires de guerre allemands. Il parvient à s'échapper pour, finalement, s'échouer sur l'île de Jersey, alors occupée par l'armée allemande. Un détail fait de lui un homme d'une importance alors immense : il connait les principaux détails du prochain Débarquement de Normandie permettant aux alliés de libérer le continent de la domination allemande.
Les services secrets britanniques (Special Operations Executive) ne peuvent laisser cet officier tomber aux mains des Allemands. De plus, il n'y a aucun mouvement de résistance organisé dans l'île de Jersey pour lui porter secours. Ils dépêchent alors un agent, en la personne du colonel Harry Martineau, chargé de ramener Kelso en Angleterre ou de le supprimer s'il ne trouve aucun moyen pour le déplacer. Il est accompagné par Sarah Drayton, une jeune infirmière et parente de la famille De Ville qui a accueilli Kelso à Jersey.
Pour mener sa mission à bien Martineau obtient une fausse identité du SOE : il devient le Standartenführer Max Vogel du service des renseignements des SS, le Sicherheitsdienst. Accompagné par Sarah Drayton, devenue Anne-Marie Latour pour la circonstance et ayant pris l'apparence d'une prostituée française, ils comptent bien remplir la mission que leur a confiée le général Dougal Munro. Au cours de leur transfert vers Jersey, la jeune femme succombe aux charmes de cet officier et universitaire, au comportement si particulier, fortement marqué par ses expériences au combat depuis la Première Guerre mondiale, ainsi que par les missions périlleuses qui lu ont déjà été confiées par le SOE pendant le présent conflit.
Epousant son rôle parfaitement - ce qui n'est pas sans inquiéter parfois Sarah, éperdument amoureuse d'Harry - Martineau va rencontrer un obstacle de taille lors de son arrivée à Jersey : la visite surprise du maréchal Erwin Rommel pour inspecter les défenses de l'île. Ce dernier, malgré les apparences, n'est pourtant pas le véritable "renard du désert". Il s'agit d'Eric Berger, sa doublure, choisie en la circonstance par Rommel dans l'optique de berner la Gestapo, qui le surveille. En effet, le Generalfeldmarschall est alors occupé à rencontrer des généraux allemands dans l'optique d'assassiner Adolf Hitler.

## Distribution
- George Peppard : Harry Martineau / Standartenfuhrer Max Vogel
- Deborah Raffin : Sarah Drayton
- John Mills : Dougal Munro
- Michael York : Erwin Rommel / Berger / Baum
- David Birney : Kelso
- Gottfried John : Hofer
- Juliet Mills : Barmaid
- John Standing : Alan Stacey
- George Mikell : Major Hecker
- Demeter Bitenc : Colonel Halder
- Vincent Grass : Greiser